# 全氟三甲基膦
全氟三甲基膦是一种有机磷化合物，化学式为C3F9P。它可由三氟甲基三甲基硅烷和亚磷酸三苯酯在氟化铯催化下反应制得。它和氟甲烷、五氟化砷在二氧化硫中反应，可以得到六氟磷酸三(三氟甲基)甲基鏻。